# Weekend Nachos
A Weekend Nachos amerikai powerviolence/grindcore/sludge metal zenekar volt. 2004-ben alakultak az illinoisi DeKalb-ban, és 2017-ben oszlottak fel.

## Története
Első EP-jük 2005-ben jelent meg a "Tooth Decay Records" gondozásában. 2006-ban megjelentettek egy split EP-t a Chronic Bleeding Syndrome együttessel. Első nagylemezük 2007-ben jelent meg a Cowabunga Records gondozásában, 2009-ben pedig a második stúdióalbumuk is piacra került. A lemezt a Relapse Records adta ki. Harmadik nagylemezük 2011-ben jelent meg. Ezt követően kiadták egy EP-t. Az ezt követő EP-jüket már az A389 Recordings jelentette meg. A Lack of Interest-tel készült EP-jüket a Deep Six Records adta ki. 2013-ban megjelent a negyedik nagylemezük.
2016. január 1-jén Facebook oldalukon bejelentették koncertjeik dátumait és az ötödik és egyben utolsó nagylemezüket, illetve azt, hogy feloszlanak.
Utolsó koncertjüket 2017. január 14-én tartották.

## Diszkográfia
- Punish and Destroy (2007, Cowabunga Records)
- Unforgivable (2009, Relapse Records)
- Worthless (2011, Relapse Records)
- Still (2013, Relapse Records)
- Apology (2016, Relapse Records)[1]

## Egyéb kiadványok
EP-k, demók, split lemezek
- Demo #1 (2004)
- Torture (2005, Tooth Decay Records)
- Weekend Nachos / Chronic Bleeding Syndrome - It's A Wonderful Life (2006, Force Fed Records)
- Bleed (2010, Relapse Records)
- Black Earth (2011, A389 Recordings)
- Weekend Nachos / Lack of Interest (2012, Deep Six Records)
- Watch You Suffer (2012, A389 Recordings)
- Weekend Nachos / Wojczech - Live At Fluff Fest (2014, Regurgitated Semen Records)
- Weezer Nachos (2015, Run For Cover Records)

Válogatáslemezek
- Two Things At Once (2011, Cowabunga Records)

Egyéb
- Untitled (2008, Drugged Conscience Records)
- Punish and Destroy / Torture (2008, Regurgitated Semen Records)
- High Pressure (2015, Blast For Humanity Records)